# Екатерина Маркова
 Тази статия е за социоложката.  За актрисата вижте Екатерина Маркова (актриса).  
Екатерина Любенова Маркова е българска социоложка, работеща в областта на емпиричните изследвания. Доцент в Института по философия и социология (ИФС)) при Българската академия на науките (БАН).

## Професионална биография
През 1995 – 1999 г. завършва с бакалавърска степен в специалност Икономическа социология в Университета за национално и световно стопанство – София (УНСС). През 2000 г. завършва магистратура по специалност Икономическа социология и по специализация "Икономика" в УНСС. Научната си кариера започва в тогавашния Институт по социология при БАН през 2000 г. като редовен докторант с научен ръководител чл. кор. проф. Атанас Атанасов. Защитава дисертация на тема „Проблеми при оптимизация на извадкови данни с непълноти в обхвата“ през 2003 година. От 2021 година е доцент в Института по философия и социология при БАН.
Научните ѝ интереси са свързани със социологията и по-специално с методика и методология на емпиричното изследване (методика на извадката, проблеми с обхвата при извадкови емпирични изследвания, проблеми и перспективи в онлайн проучванията, статистически анализ, социология на труда, оценка ефективността на публични политики, социална промяна.
Преподава в УНСС от 2005 г. с прекъсвания.
Членува в Съюз на учените в България от 2003 г., в Българска социологическа асоциация от 2004 г., както и в Европейската асоциация по методология и в Международната социологическа асоциация.
От 2018 година е национален координатор на българския екип на Изследване на здравето, стареенето и пенсионирането в Европа (Survey of Health, Ageing and Retirement in Europe, SHARE), а през 2019 година координира националният консорциум на българската научна инфраструктура SHARE ERIC Bulgaria.

## Отличия
За дисертацията си е наградена от Съюза на учените в България през 2005 г. с Грамота за научно-приложен принос.
Заедно с доц. д-р Габриела Йорданова през 2021 г. е наградена от Института по философия и социология при БАН за най-значим принос в приложните изследвания за разработената и валидирана иновативна методология за събиране на емпирични данни в контекста на пандемията COVID-19 в рамките на псевдо-лонгитудиналното изследване „Въздействие на противоепидемичните мерки вследствие на пандемията COVID-19 в България“.
През 2022 г. е удостоена с Награда на Института по философия и социология към Българската академия на науките за утвърден учен в областта на социологията за монографията "Общество под ключ. Проблеми на социологическото изследване в (пост)кризисни ситуации.

## Избрани приноси
На основата на изследване на случая „пандемията от Ковид-19“ са разкрити конкретни онтологични и инструментални препятствия пред ЕСИ и са предложени решения. Обоснована е авторска концептуализация на предизвикателствата пред социологията и методологията на емпиричните изследвания в условия на (пост) кризисна ситуация от гл. т. на теоретични и емпирични подходи. Критично са систематизирани проблемите с научната обоснованост при провеждане и публично оповестяване на резултати от количествени ЕСИ в условия на пандемия и социална промяна. Посредством социологическа реконструкция на динамично развиващата се кризисна ситуация, породена от глобалната пандемия Ковид-19 (като изследване на случай) и механизмите за управление на негативните социално-икономически ефекти, е доказана тезата, че епидемиологичната обстановка играе роля на „увеличителна призма“ за вече съществуващи социално икономически и социално психологически предизвикателства, като едновременно с това изостря някои техни аспекти и води до възникване на обществена травма и драматична социална промяна. Идентифицирани са пропуски в институционално прилаганата класификация на уязвими групи в случай на заразяване и са идентифицирани нови социални групи, които трябва да бъдат обект на целенасочени противоепидемични мерки. Разкрити са генерираните от кризата с Ковид-19 социални конфликти, концептуализирани са основни конфликтни зони и противоречия, както и проявите на колективна социална травма вследствие на кризата с пандемията. Защитено е авторско виждане за необходимостта от използване на мултидисциплинарен и холистичен подход с ключова роля на социологията при изучаване на глобална криза с комплексен и многоизмерен характер, за да се преодолеят предизвикателствата, свързани със субективност, ограниченост, фрагментарност при анализа на причините, развитието и ефектите.
Работи от дълги години в областта на идентифициране на методологически дефицити в практиката на извадковите емпирични социологически изследвания (ЕСИ) в България.

## Избрани публикации

### Монографии
- Общество под ключ. Проблеми на социологическото изследване в (пост) кризисни ситуации. 2021. Издателство на БАН „Проф. Марин Дринов“. ISBN 978-619-245-166-0 (на български), електронна книга, достъпна на адрес: https://bit.ly/3j0Kd3w[7].
- Проблеми при оптимизация на извадкови данни с непълноти в обхвата. София: изд. Омда. 2016. стр. 182. ISBN: 978-954-9719-92-5[8]
- Маркова, Йорданова (съст.), Как стареем в България. Първи резултати за България от Изследване на здравето, стареенето и пенсионирането в Европа (SHARE 2020/2021), Вълна 7 & 8. София: НАЙС АН, ISBN 978-954-8587-36-5, https://doi.org/10.5281/zenodo.8075055

### Статии и студии
- Съвременната практика на извадковите изследвания в България – предизвикателства и решения на изследователските агенции, В: Неравенства и социална (дез)интеграция: в търсене на заедност, София: Издателство Изток-Запад, 2018, ISBN 978-619-01-0188-8
- Markova, E., Tosheva, E. (2020), Why to go for early retirement? Determinants for early exit from the labour market: the evidence from Bulgaria. Balkan Social Science Review (16), 299 – 315, ISSN 1857-8799[10]
- Tosheva, E., Yordanova, G., Markova, E. L. (2021). Before and during the outbreak: prerequisites for the high Covid-19 mortality rate in Bulgaria. Empirical insights from SHARE data. Revista Inclusiones Vol: 8 num Esp.: 44-61.
- Markova, E. L., Yordanova, G., Tosheva, E. (2021). Mental health risk alerts and loneliness during the pandemic: a comparative insight from three Balkan countries. Revista Inclusiones Vol: 8 num Esp.: 91-112.
- Markova, E. (2019). Why to go for early retirement? Determinants for early exit from the labour market: the evidence from Bulgaria. Revista Inclusiones, 6, 279–291.
- Markova, E., Yordanova, G., Tosheva, E. (2023). Online Survey Data on Economic Effects of Lockdowns and Post-Stratification Data Adjustment: Evidence from Bulgaria. Economic Alternatives Issue 1, pp. 5-25.
- Sardadvar, K., Markova, E., & Poggi, A. (2017). The satisfaction paradox revisited. Patterns of wage interpretation among migrant and ethnic minority workers in low-wage jobs. La Nouvelle Revue Du Travail, 11.
- Markova, E. L., Sardadvar, K., Poggi, A., Villosio, C. (2015). Low-Paid But Satisfied? How Immigrant And Ethnic Minority Workers In Low-Wage Jobs Make Sense Of Their Wages, In: Ursula Holtgrewe, Vassil Kirov, Monique Ramioul (eds) (2015). Hard Work in New Jobs. The Quality of Work and Life in European Growth Sectors, New York: Palgrave Macmillan.